# 안신로
안신로(Ansin-ro) 경상북도 의성군 안계면 용기사거리 에서 신평면 잇는 경상북도의 도로이다. 

## 주요 경유지
경상북도
- 의성군 (안계면 . 신평면)

## 노선
| 이름        | 접속 노선                 | 소재지 | 소재지 | 비고 |
| ----------- | ------------------------- | ------ | ------ | ---- |
| 용기사거리  | 서부로 용기3길            | 의성군 | 안계면 |      |
| 용기 교차로 | 국도 제28호선 (서부로)    | 의성군 | 안계면 |      |
| 원고개      |                           | 의성군 | 안계면 |      |
| 하덕교      |                           | 의성군 | 안계면 |      |
| 안사교      |                           | 의성군 | 안계면 |      |
| 마안교      |                           | 의성군 | 신평면 |      |
| (이름없음)  | 지방도 제927호선 (봉호로) | 의성군 | 신평면 |      |

## 주요 건물 및 시설
- 안서치안센터 (안신로 640/안사리 719-1)
- 안서면사무소 (안신로 645/안사리 723-1)
- 안서보건지소 (안신로 645/안사리 723-1)